# Kalkutga, Aland
Kalkutga là một làng thuộc tehsil Aland, huyện Gulbarga, bang Karnataka, Ấn Độ.